# 夢都大街東駅
夢都大街東駅（むとだいがいとうえき）は、南京市建鄴区泰山路と夢都大街交差点の北側にある、南京地下鉄7号線の駅である。

## 駅名
事業着手当初は南京地下鉄集団は「東青石駅」の仮称を用いており、2019年11月28日に「夢都大街東駅」を駅名として第一次公示され、2020年1月18日に第一次公示のより駅名が「夢都大街東駅」に決定したことが発表された。

## 歴史
- 2023年12月28日7号線の駅として開業[3]。

## 駅構造

### のりば
| 番線 | 路線            | 行先                      | 行先          |
| ---- | --------------- | ------------------------- | ------------- |
|      | 南京地下鉄7号線 | 暁荘・丁家荘・尭化門 方面 | 仙新路駅 行き |
|      | 南京地下鉄7号線 | 螺塘路・西善橋 方面       | 西善橋駅 行き |

## 隣の駅
南京地下鉄
■7号線
応天大街駅- 夢都大街東駅- 新城科技園駅